# 可分空間
数学の位相空間論における可分空間（かぶんくうかん、英: separable space）とは、可算な稠密部分集合を持つような位相空間をいう。つまり、空間の点列 {xn}∞
n=1 で、その空間の空でない任意の開集合が少なくとも一つその点列の項を含むものが存在する。
他の可算公理と同様に、可分性は空間の「大きさの制限」を与えるものである。これは必ずしも濃度に関するものではなく、より微妙な位相的な意味での「大きさ」である。（ただしハウスドルフ空間の場合は濃度に関する制限にもなっている。下記参照。）特に、可分空間上の連続写像でその像がハウスドルフ空間の部分集合であるようなものは全て、その可算稠密部分集合上の値によって決定される。
一般に、可分性は極めて有用で（幾何学や古典的な解析学で研究されるような空間のクラスに対しては）きわめて緩やかなものと一般に考えられる、空間への技術的仮定である。可分性とそれに関連のある第二可算性の概念の比較は重要である（第二可算のほうが一般には強い条件だが、距離化可能な空間のクラスでは同値になる。）

## 簡単な例
位相空間が、それ自身有限または可算無限集合となるようなものは、全体集合がそれ自体可算稠密集合となるから、全て可分である。非可算な可分空間の重要な例として、実数直線が挙げられる（この場合、有理数全体の成す部分集合が可算稠密部部分集合を与える）。同様に、Rn の全ての成分が有理数であるようなベクトル (r1, …, rn) ∈ Qn  全体の成す集合は Rn  の可算稠密部分集合となるから、任意の n に対する n-次元ユークリッド空間は可分である。
可分でない空間の単純な例は、非可算濃度を持つ離散空間である。
より複雑な例は後述する。

## 可分性と第二可算性
任意の第二可算空間は可分である。すなわち、{Un} を可算基とするとき、各 n について xn ∈ Un を選べば可算稠密集合が与えられる。逆に、距離付け可能空間が可分であるための必要十分条件は、それが第二可算公理を満足することである（このとき、それはリンデレーフ空間となることと同値である）。
可分性と第二可算性とをさらに比較すると、以下のようなことが言える。
- 第二可算空間の任意の部分空間はふたたび第二可算となるが、可分空間の部分空間は必ずしも可分でない（後述）。
- 可分空間の任意の連続像はふたたび可分となる (Willard 1970, Th. 16.4a) が、第二可算空間の場合は商空間ですら必ずしも第二可算でない。
- 可算空間の高々連続体濃度の積空間は可分であり、第二可算空間の可算個の積空間は第二可算となるが、第二可算空間の非可算個の積は第一可算にさえならない。

## 濃度
可分性は、その一部あるいはそれ自身が、位相空間の濃度に対する制約となることはない。実際、任意の集合は密着位相を入れて可分空間（かつ第二可算、準コンパクト、連結）となる。密着位相が「困る」のは分離性が乏しすぎることである（密着空間のコルモゴロフ商は一点空間になる）。
第一可算可分ハウスドルフ空間（特に可分距離空間）の濃度は、高々連続体濃度 c である。このような空間においては、閉包は点列の極限のみによって定まり、また任意の点列は高々一つしか極限を持たない。従って、可算稠密部分集合に値を持つ収斂点列全体の成す集合から X の点全体への全射が存在する。
可分ハウスドルフ空間の濃度は高々 2c である（c は連続体濃度）。この場合の閉包はフィルターの極限の言葉で特徴付けられる。Y を X の部分集合で z が X の点ならば、z が Y の閉包に属する必要十分条件は Y の部分集合から成るフィルター基 B で z に収斂するものが存在することである。そのようなフィルター基全体の成す集合 S(Y) の濃度は高々 22|Y| である。さらに、ハウスドルフ空間においては任意のフィルター基に極限は高々一つであるから、Y = X のとき、全射 S(Y) → X が存在する。
同じ論法でもっと一般の結果を構築することができる。すなわち、ハウスドルフ空間 X が濃度 κ の稠密部分集合をもつとすれば、X の濃度は高々 22κ であり、それが第一可算ならば高々 2κ である。
可分空間の高々連続体濃度個の直積はやはり可分である (Willard 1970, p. 109, Th 16.4c)。特に実変数実数値函数全体の成す空間 RR は直積位相に関して、濃度 2c の可分ハウスドルフ空間になる。より一般に、任意濃度 κ に対し、高々 κ の濃度の稠密部分集合を持つ空間の高々 2κ 個の直積をとった空間はそれ自身高々 κ の濃度の稠密部分集合を持つ（ヒューイット＝マルツェフスキ＝ポンディツェリの定理）。

## 構成的数学
非可分空間に対しても証明することができる定理において構成的証明が可分空間に対してのみ存在するという場合も多いため、可分性は数値解析や構成的数学において特に重要である。そのような構成的証明は数値解析にも利用されるアルゴリズムと見なすことができ、またそれらは構成的解析において唯一受容できる証明の種類である。この手の定理の有名な例にハーン＝バナッハの定理がある。

## 更なる例

### 可分空間
- 任意のコンパクト距離空間（あるいは距離化可能空間）は可分である。
- Rn のコンパクト部分集合から R への連続函数全体の成す空間は可分である。
- 任意の 1 ≤ p < ∞ に対するルベーグ空間 Lp は可分である。
- 可分空間の可算個の和として書ける任意の位相空間は可分である。このことからも n-次元ユークリッド空間が可分であることが分かる。
- 有理数係数多項式全体の成す集合 Q[t] が単位区間 [0, 1] 上の連続函数全体の成す空間 C([0, 1]) に一様収斂の距離位相を入れたものの可算稠密部分集合となることは、ワイエルシュトラスの近似定理から容易に分かる。バナッハ＝メイザーの定理は任意の可分バナッハ空間が C([0, 1]) の閉線型部分空間に等長同型であることを述べるものである。
- ヒルベルト空間が可分であるための必要十分条件は、それが可算正規直交基底を持つことである。従って任意の可分な無限次元ヒルベルト空間が ℓ2 に等長であることがわかる。
- 第二可算でない可分空間の例は、実数全体の成す集合に下極限位相 (lower limit topology) を入れた空間 Rllt である。
- 任意の可算空間は可算鎖条件(countable chain condition)を満たす。

### 非可分空間
- ω1はその順序位相に関する位相空間（順序数空間）として可分でない。
- 有界実数列全体の成すバナッハ空間 l∞ は上限ノルムに関して可分でない。同じことはルベーグ空間 L∞ でも成り立つ。
- 有界変動函数全体の成すバナッハ空間は可分でない。にもかかわらず、この空間は数学、物理学、工学において重要な応用を持つことは特筆すべきである。

## 性質
- 可分空間の部分空間は必ずしも可分でない（ゾルゲンフライ平面やムーア平面を参照）が、可分空間の任意の開部分空間は可分である (Willard 1970, Th 16.4b)。また、可分距離空間の任意の部分集合はやはり可分になる。
- 実は、任意の位相空間は、自身と同じ濃度の可分空間の部分空間にすることができる。そのような空間は、高々可算個の点を付け加えることによって構成できる (Sierpinski 1952, p. 49)。
- 可分空間上の実数値連続函数全体の成す集合の濃度は連続体濃度 c 以下であることが、そのような連続函数が稠密部分集合上の値で決まることから従う。
- 上の性質から、以下のように簡潔に言える。X が非可算閉離散部分群を持つ可分空間ならば、X は正規には成りえない。このことから、ゾルゲンフライ平面が正規でないことが分かる。
- コンパクトハウスドルフ空間 X に対し、次は同値である。
  1. X は第二可算である。
  2. X 上の実数値連続函数全体の成す空間 C(X; R) は上限ノルムに関して可分である。
  3. X は距離化可能である。

### 可分距離空間の埋め込み
- 任意の可分距離空間はヒルベルト立方体の部分集合に同相である。これはウリゾーンの距離化可能定理の証明において確立された。
- 任意の可分距離空間は上限ノルムに関して有界な実数列全体の成す（非可分な）バナッハ空間 l∞ の部分集合に等長である。これはフレシェ埋め込みとして知られる (Heinonen 2003)。
- 任意の可分距離空間は、単位閉区間 [0, 1] 上の実数値連続函数全体が上限ノルムに関して成す可分バナッハ空間 C([0, 1]; R) の部分空間に等長である。これはステファン・バナフが示した (Heinonen 2003)。
- 任意の可分距離空間はウリゾーン普遍空間（ある種の等質性を持つ完備可分空間）の部分集合に等長である。